# Unsernherrn
Unsernherrn ist ein Unterbezirk der kreisfreien Stadt Ingolstadt. Bis zur Eingemeindung Anfang 1962 bildete es eine selbstständige Gemeinde innerhalb des Landkreises Ingolstadt, deren ehem. Gebiet deutlich über den heutigen Unterbezirk hinausgeht. Neben der Ortschaft Unsernherrn umfasst der Unterbezirk den Weiler Einbogen sowie die Einöden Hennenbühl und Sonnenbrücke.

## Geografie

### Topografische Lage
Unsernherrn liegt im Süden des Ingolstädter Stadtgebietes im Bezirk Münchener Straße. Im Nordwesten und Norden grenzt es an die Unterbezirke Hundszell und Am Südfriedhof sowie an das Bahnhofsviertel, im Osten an den Bezirk Südost bzw. die Unterbezirke Ringsee und Rothenturm, im Südosten an den Markt Manching im Landkreis Pfaffenhofen, im Südwesten und Westen an den Ingolstädter Stadtbezirk Süd bzw. die Unterbezirke Zuchering Nord, Unterbrunnenreuth und Spitalhof.

### Naturräumliche Gliederung
Der Ort liegt in der so genannten „Au“ am südlichen Donau-Ufer, einer flachen Auenlandschaft mit sandigen Böden, die  ehemals durch großen Wald- und Wasserreichtum mit zahlreichen Lohen charakterisiert war. Das heutige Flüsschen Sandrach, das Unsernherrn im Süden und Osten umfließt, war ursprünglich der südliche von drei Donau-Armen und bis zur Regulierung des Stroms ab 1363 auch dessen Hauptarm. Der mittlere Arm, die „Altach“, verlief nördlich des Dorfes und blieb in Resten bis zum Ende des 19. Jahrhunderts als der so genannte „Ringsee“ erhalten, dem der gleichnamige Stadtteil seinen Namen verdankt. Die historischen Landschaftsformen sind durch Trockenlegung, intensive landwirtschaftliche Nutzung und Flächenversiegelung heute dezimiert. An der Sandrach ist allerdings noch ein Gürtel von Lohen erhalten, die zum Teil im Rahmen des „Lohenprogramms“ der Stadt Ingolstadt renaturiert wurden.
Als einer der Hauptverkehrswege Richtung Süden sorgt die durch den Ort führende Münchener Straße, ein Teilstück der Bundesstraße 13, seit langem für erhebliche Verkehrsbelastung.

## Geschichte

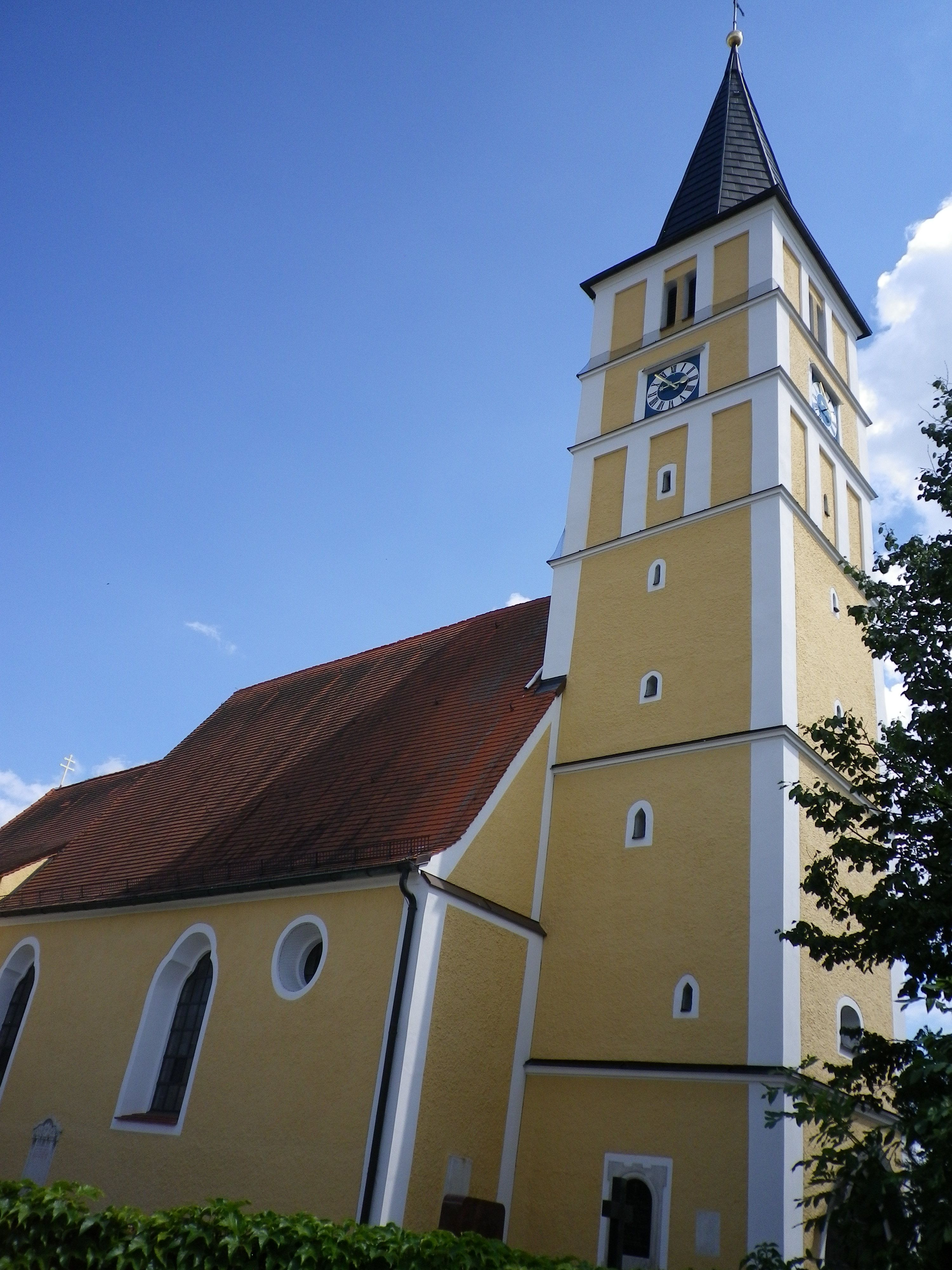
Kirche in Unsernherrn

Am 1. Januar 1962 wurde die bis dahin selbstständige Gemeinde Unsernherrn aufgelöst und auf die Nachbargemeinden Ingolstadt, Brunnenreuth, Hagau, Manching und Niederstimm aufgeteilt. Niederstimm wurde am 1. Januar 1971 von der Gemeinde Manching übernommen. Brunnenreuth und Hagau wurden am 1. Juli 1972 nach Ingolstadt eingemeindet.
Die Einöde Sonnenbrücke liegt südlich der Sandrach und damit seit jeher außerhalb des ursprünglichen Burgfriedens von Ingolstadt bzw. der späteren Gemeindegrenzen von Unsernherrn. Die Sonnenbrücke gehörte zur selbstständigen Gemeinde Zuchering, die im Rahmen der Gebietsreform am 1. Juli 1972 nach Ingolstadt eingemeindet wurde. Die Zuordnung der Sonnenbrücke zum Unterbezirk Unsernherrn erfolgte erst zu einem späteren Zeitpunkt. Somit befindet sich das Gebiet der ehemaligen Gemeinde Unsernherrn nunmehr in Ingolstadt (Hauptteil) und Manching.

## Sohn des Ortes
- Jakob Weidendorfer (1914–1998), Domkapitular und Caritasdirektor des Bistums Eichstätt. Im neuen Baugebiet „Unsernherrn-Nord“ wurde eine Straße nach Domkapitular Weidendorfer benannt.